# Bahnstrecke Coburg–Bad Rodach
| |                         |                             |                             |
| Streckennummer (DB): | 5122                    |                             |                             |
| Kursbuchstrecke (DB): | 831                     |                             |                             |
| Kursbuchstrecke: | 165d (1934) 418t (1946) |                             |                             |
| Streckenlänge: | 17,65 km                |                             |                             |
| Spurweite: | 1435 mm (Normalspur)    |                             |                             |
| Streckenklasse: | D4                      |                             |                             |
| Maximale Neigung: | 15,9 ‰                  |                             |                             |
| Minimaler Radius: | 250 m                   |                             |                             |
| Streckengeschwindigkeit: | 60 km/h                 |                             |                             |
| Zugbeeinflussung: | PZB                     |                             |                             |
| |                         |                             |                             |
| \| \| \| von Lichtenfels \| \| \| \| 0,00 \| Coburg \| 291 m ü. NHN \| \| \| \| nach Ernstthal am Rennsteig \| \| \| \| 0,48 \| Lauter \| Lauter \| \| \| 1,26 \| Bundesstraße 4 \| Bundesstraße 4 \| \| \| 1,99 \| Coburg-Neuses \| Coburg-Neuses \| \| \| \| Awanst Müllheizkraftwerk \| \| \| \| 3,22 \| Goldbergsee \| Goldbergsee \| \| \| 3,87 \| Coburg-Beiersdorf \| Coburg-Beiersdorf \| \| \| 3,97 \| Beiersdorf (b Coburg) \| Beiersdorf (b Coburg) \| \| \| 6,12 \| Wiesenfeld (b Coburg) \| 304 m ü. NHN \| \| \| 7,78 \| Meeder \| Meeder \| \| \| 9,78 \| Kleinwalbur \| Kleinwalbur \| \| \| 12,24 \| Großwalbur \| 305 m ü. NHN \| \| \| 15,87 \| Schweighof \| Schweighof \| \| \| 17,65 \| Bad Rodach \| 300 m ü. NHN \| |                         |                             |                             |
| Strecke |                         | von Lichtenfels             | von Lichtenfels             |
| Bahnhof | 0,00                    | Coburg                      | 291 m ü. NHN                |
| Abzweig geradeaus und nach rechts |                         | nach Ernstthal am Rennsteig | nach Ernstthal am Rennsteig |
| Brücke über Wasserlauf | 0,48                    | Lauter                      | Lauter                      |
| Strecke mit Straßenbrücke | 1,26                    | Bundesstraße 4              | Bundesstraße 4              |
| Bahnhof | 1,99                    | Coburg-Neuses               | Coburg-Neuses               |
| Abzweig geradeaus und nach rechts |                         | Awanst Müllheizkraftwerk    | Awanst Müllheizkraftwerk    |
| Brücke über Wasserlauf | 3,22                    | Goldbergsee                 | Goldbergsee                 |
| Haltepunkt / Haltestelle | 3,87                    | Coburg-Beiersdorf           | Coburg-Beiersdorf           |
| ehemaliger Haltepunkt / Haltestelle | 3,97                    | Beiersdorf (b Coburg)       | Beiersdorf (b Coburg)       |
| Haltepunkt / Haltestelle | 6,12                    | Wiesenfeld (b Coburg)       | 304 m ü. NHN                |
| Haltepunkt / Haltestelle | 7,78                    | Meeder                      | Meeder                      |
| ehemaliger Haltepunkt / Haltestelle | 9,78                    | Kleinwalbur                 | Kleinwalbur                 |
| Haltepunkt / Haltestelle | 12,24                   | Großwalbur                  | 305 m ü. NHN                |
| ehemaliger Haltepunkt / Haltestelle | 15,87                   | Schweighof                  | Schweighof                  |
| Haltepunkt / Haltestelle Streckenende | 17,65                   | Bad Rodach                  | 300 m ü. NHN                |

Die Bahnstrecke Coburg–Bad Rodach ist eine eingleisige, nicht elektrifizierte Nebenbahn in Oberfranken (Bayern). Sie zweigt in Coburg von der Bahnstrecke Eisenach–Lichtenfels ab und führt über Meeder nach Bad Rodach. Die 1892 eröffnete Strecke wurde zunächst von der Werra-Eisenbahn-Gesellschaft erbaut und betrieben. 1895 wurde die Bahngesellschaft samt der Strecke verstaatlicht.
Im Gegensatz zu zahlreichen anderen Nebenbahnen war auf der Bahnstrecke Coburg–Bad Rodach bis in die 1990er Jahre ein hohes Verkehrsaufkommen im Güter- und Personenverkehr vorhanden, erst mit MORA C wurde der Güterverkehr 2002 bis auf die Bedienung des Müllheizkraftwerkes Coburg eingestellt.

## Geschichte

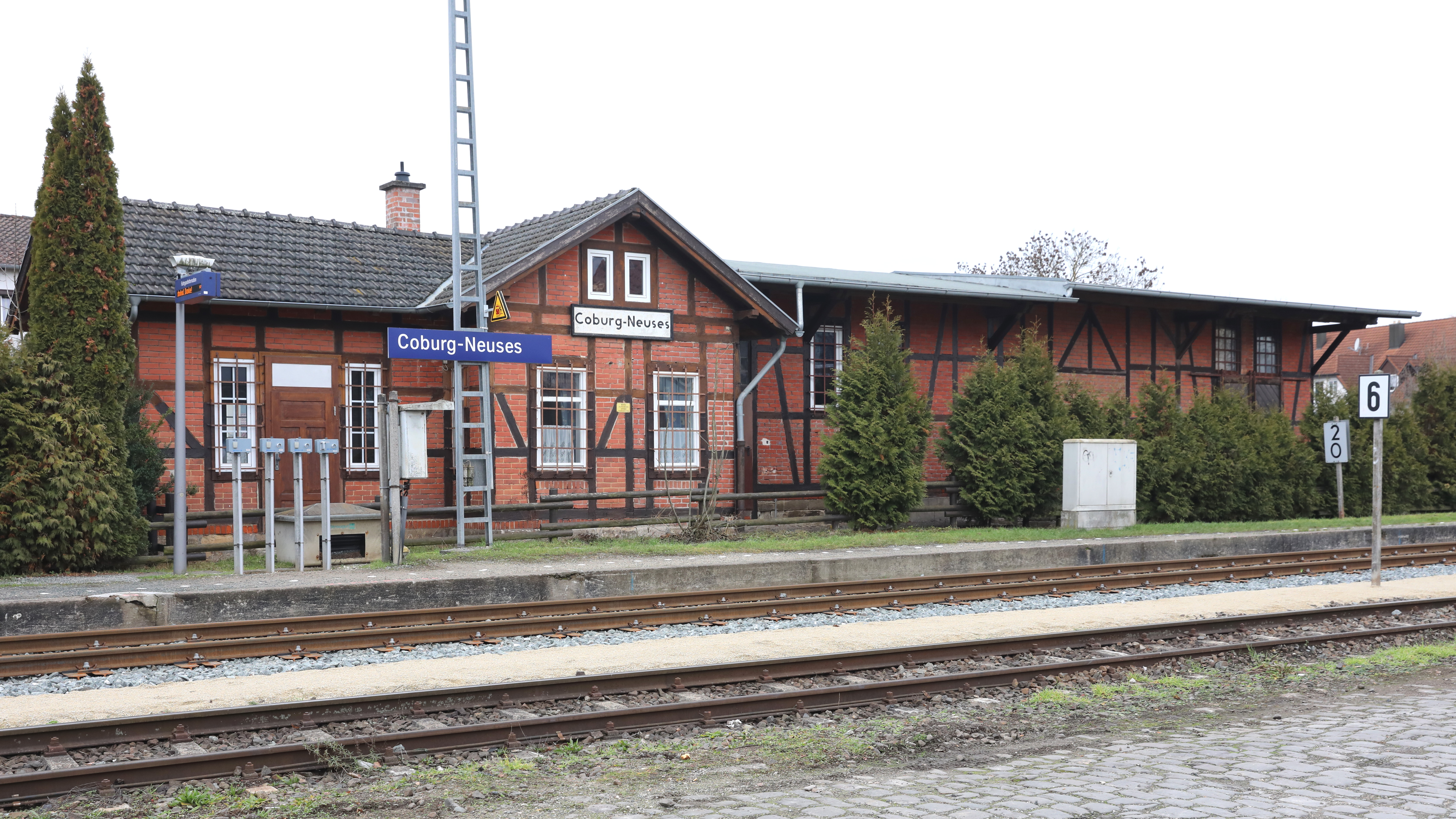
Bahnhof Coburg-Neuses (2020)

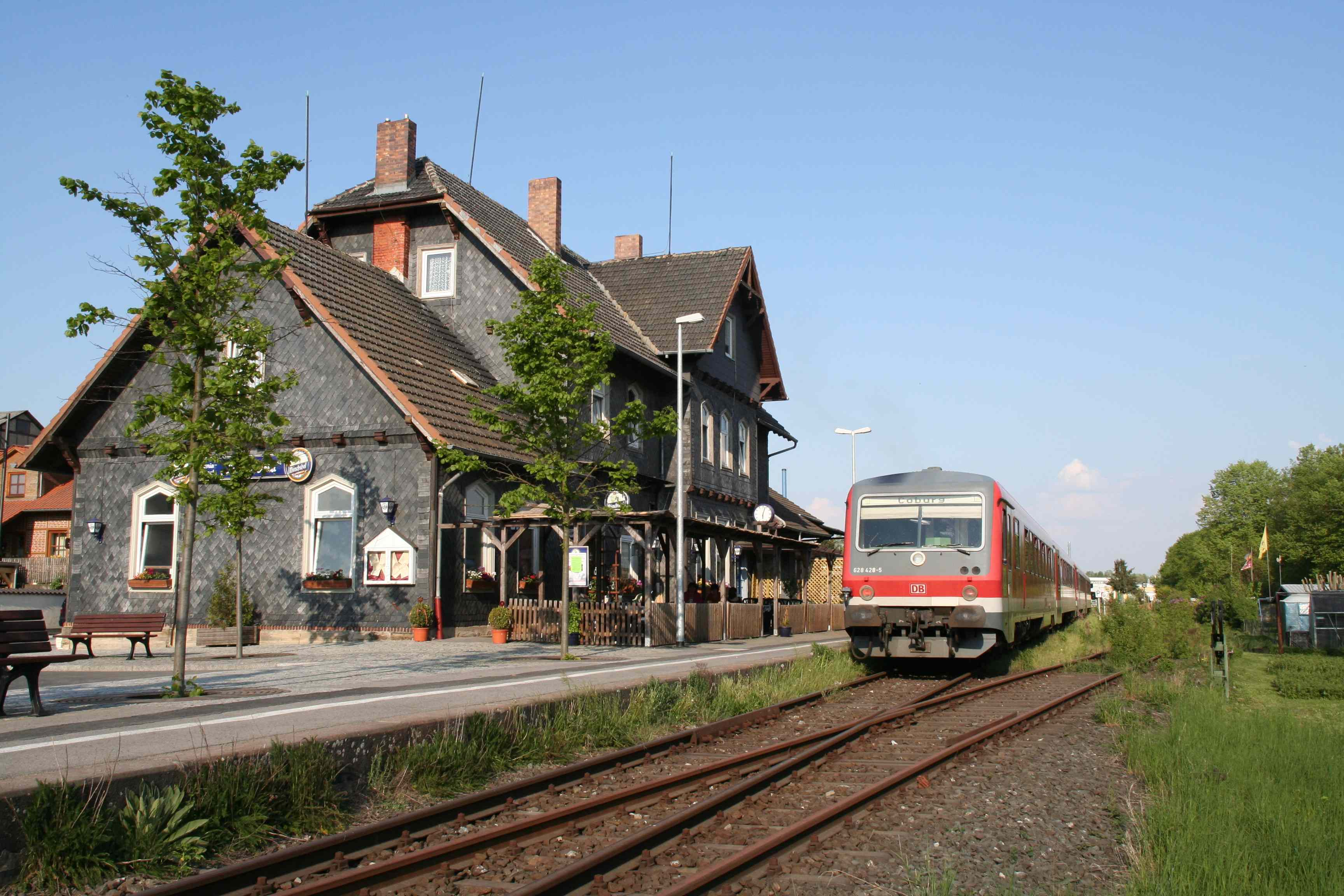
Bahnhof Bad Rodach (2006), seit 2023 Haltepunkt

Schon beim Bau der 1858/59 eröffneten Werrabahn Eisenach–Lichtenfels hätte Rodach einen Bahnanschluss erhalten können, allerdings wurde statt der einfachen Streckenführung über Rodach eine schwierige Trassenvariante über Eisfeld realisiert. Weitere Vorhaben in den nachfolgenden Jahrzehnten kamen ebenfalls nicht zur Ausführung. Erst in den 1880er Jahren gab es erneut ernsthafte Pläne für eine Bahnanbindung Rodachs. Zunächst favorisierte man eine Schmalspurbahn, die Herzog Ernst II. von Sachsen-Coburg-Gotha allerdings ablehnte. Daraufhin bat das herzogliche Staatsministerium Bayern bei der Streckenplanung um Hilfe, da das Herzogtum Sachsen-Coburg-Gotha keine eigenen Fachleute für Bahnbau hatte. Nachdem durch eine günstige wirtschaftliche Entwicklung auch die Finanzierung des Bahnbaus möglich war, erhielt die Werra-Eisenbahn-Gesellschaft am 24. Januar 1890 vom Herzogtum Sachsen-Coburg und Gotha die Konzession zum Bau und Betrieb der Strecke. Zuvor hatten dem Staat auch die anliegenden Gemeinden ihre Zusage zur Beteiligung an den Baukosten gegeben. Am 15. Juni 1891 war Baubeginn und ein Jahr später am 27. Juni 1892 wurde die Strecke feierlich eingeweiht. Der planmäßige Verkehr wurde am 1. Juli 1892 aufgenommen.:S. 13 ff.
Am 1. Oktober 1895 ging mit den Strecken der Werra-Eisenbahn-Gesellschaft auch diese Stichbahn in preußisches Staatseigentum über und wurde fortan von der Preußischen Staatsbahn betrieben. Bestrebungen, eine Trasse von Hildburghausen an der Bahnstrecke Eisenach–Lichtenfels über Rodach nach Ummerstadt zu bauen, wurden ebenso nicht realisiert wie die Variante einer Verbindung über Maroldsweisach nach Königshofen im Grabfeld.:S. 28 ff. Auch eine bei der Konzessionsvergabe an die Werra-Eisenbahn-Gesellschaft vorgesehene Möglichkeit einer Verlängerung bis an die Schmalspurbahn Hildburghausen–Lindenau-Friedrichshall nach Streufdorf wurde nicht umgesetzt.
Nach dem Ersten Weltkrieg ging der Freistaat Coburg im Jahr 1920 in Bayern auf. Die Strecken um Coburg gehörten aber weiterhin zur Reichsbahndirektion Erfurt der Deutschen Reichsbahn. Versuche zur Angliederung an die Reichsbahndirektion Nürnberg waren erfolglos.:S. 43

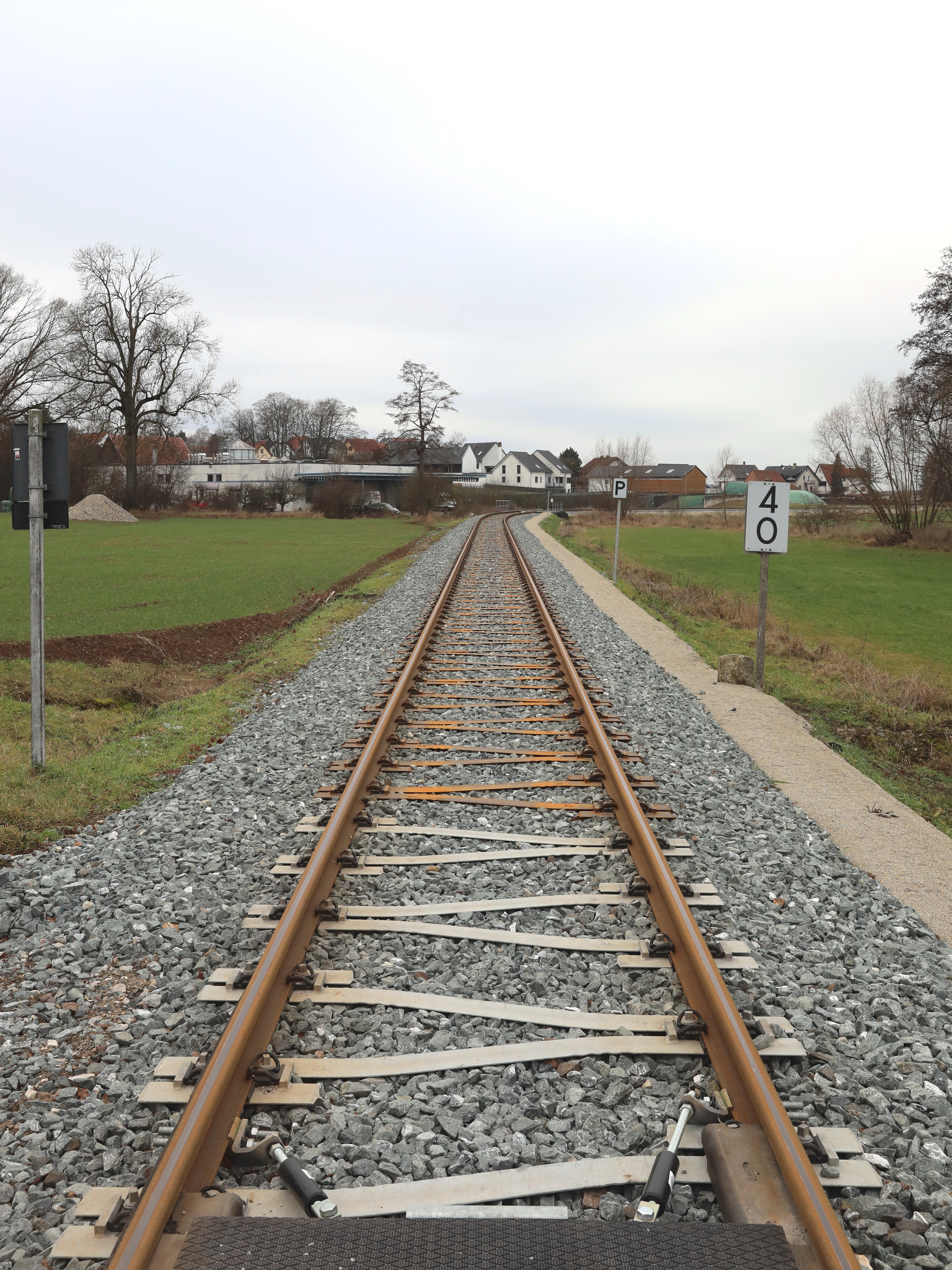
Y-Schwellen bei Beiersdorf (2020)

Da die Bahnstrecke zwischen Kilometer 2,9 und 3,55 das neu eingerichtete Hochwasserrückhaltebecken Goldbergsee quert, wurde im Jahr 2008 parallel zum Eisenbahndamm ein Schutzwall errichtet, der den bestehenden Damm stabilisiert. Eine Überflutung des Eisenbahndammes bei extremem Hochwasser wird mit dieser 2,7 Millionen Euro teuren Konstruktion in Kauf genommen. Die Kosten trug zu drei Vierteln die bayerische Wasserwirtschaftsverwaltung. 2010/2011 wurde der Oberbau zwischen Meeder und Bad Rodach erneuert.
Zum Fahrplanwechsel am 13. Dezember 2020 wurde der Haltepunkt in Beiersdorf, der ab dem 27. Mai 1983 nicht mehr bedient wurde, an anderer Stelle wiedereröffnet. Die Kosten von rund 1,1 Millionen trug zu 75 Prozent der Freistaat Bayern. Zusätzlich ließ die DB Netz im Jahr 2020 in Coburg zwei Bahnübergänge durch Schranken sichern und eine Oberbausanierung durchführen. Dabei wurden Y-Schwellen bis Streckenkilometer 4,3 eingebaut, bei Bahnübergängen in verzinkter, korrossionsgeschützter Ausführung.
2022 beantragte die DB Netz den Rückbau des Bahnhofs Bad Rodach zum Haltepunkt. Der Rückbau erfolgte im August 2023.

## Fahrzeugeinsatz
Auf der Strecke kamen Dampflokomotiven der Baureihe 86, später Diesellokomotiven der Baureihen V 60, V 80, V 100 und 218 sowie Schienenbusse VT 98 und Dieseltriebwagen der Baureihe 628 zum Einsatz.
Agilis setzt seit Juni 2011 Stadler Regio-Shuttle RS1 ein.

## Verkehr
Die Kursbücher von 1914 sowie der Deutschen Reichsbahn von 1934 verzeichneten jeweils täglich sechs Personenzugpaare zwischen Coburg und Rodach mit einer Fahrzeit von mindestens 40 Minuten.
Im Jahr 1982 wurde der Reisezugverkehr an Wochenenden eingestellt.
2011 wurde der Personennahverkehr auf der Strecke Teil des von der Bayerischen Eisenbahngesellschaft ausgeschriebenen „Dieselnetz Oberfranken“. Agilis band die Regionalbahnen daraufhin in der Relation Bad Rodach – Coburg – Lichtenfels – Kulmbach – Bayreuth Hbf – Weiden (Oberpf) durch. Seit 2022 verkehren sie als Linie RB 18 und enden in Coburg. Die Züge fahren im Fahrplanjahr 2025 zwischen etwa 6 Uhr und etwa 22.30 Uhr stündlich, ein weiteres Spät-Zugpaar folgt unter der Woche eine Stunde und am Wochenende zwei Stunden später. Am Wochenende beginnt der Betrieb erst gegen 7 Uhr. Insgesamt verkehren täglich 17 bis 18 Zugpaare, welche die Strecke in 23 bis 25 Minuten zurücklegen.
Planmäßiger Güterverkehr findet weiterhin bis Coburg-Neuses zum Müllheizkraftwerk statt.

## Ausbauzustand
Die Strecke hat eine zulässige Höchstgeschwindigkeit von 60 km/h, abschnittsweise ist diese weiter reduziert. Ausweichmöglichkeiten gibt es westlich von Neuses nicht. Die Strecke wird an einer Vielzahl an Bahnübergängen von anderen Wegen gequert. Die Bahnübergänge sind bis auf wenige Ausnahmen nicht technisch gesichert. Die Bahnsteige (ausgenommen im Bahnhof Coburg) sind zwischen 110 und 134 Meter lang und weisen Höhen zwischen 14 und 55 cm auf.

## Kursbuchstrecken
| Zeitraum  | Nummer |
| --------- | ------ |
| 1934      | 165d   |
| 1939      | 165q   |
| 1941–1944 | 190q   |
| 1950–1958 | 419f   |
| bis 1970  | 419b   |
| 1970–1992 | 833    |
| seit 1992 | 831    |